# 老瓜头
老瓜头（学名：Cynanchum komarovii）为夹竹桃科鹅绒藤属的植物。分布在中国大陆的内蒙古、河北、甘肃、宁夏等地，生长于海拔2,000米的地区，多生于内蒙古北部边缘地区附近的沙漠、黄河岸边或荒山坡，目前尚未由人工引种栽培。